# Mate Parlov
Mate Parlov (ur. 16 listopada 1948 w Splicie, zm. 29 lipca 2008 w Puli) – chorwacki bokser walczący w barwach Jugosławii, mistrz olimpijski, świata i Europy. Były zawodowy mistrz federacji WBC w wadze półciężkiej.

## Kariera amatorska
Rozpoczął międzynarodową karierę w 1968, kiedy to dotarł do ćwierćfinału na Igrzyskach Olimpijskich w Meksyku w wadze średniej (przegrał z późniejszym mistrzem Chrisem Finneganem z Wielkiej Brytanii). W następnym roku zdobył srebrny medal podczas Mistrzostw Europy w Bukareszcie w wadze średniej (wygrał wówczas m.in. z Januszem Gortatem, z którym wielokrotnie mierzył się podczas międzynarodowych imprez, zawsze wygrywając).
Kolejne sukcesy odnosił w wadze półciężkiej. Był kolejno: mistrzem Europy w Madrycie 1971, mistrzem olimpijskim w Monachium 1972, ponownie mistrzem Europy w Belgradzie 1973 (na wszystkich trzech imprezach wygrał z Gortatem), wreszcie w 1974 zwyciężył w pierwszych Mistrzostwach Świata w Hawanie.
Osiem razy zdobywał mistrzostwo Jugosławii (w latach 1967-1974). Raz wystąpił w meczu z reprezentacją Polski (w Zrenjaninie 25 lutego 1972, wygrał ze Stanisławem Draganem w 3. rundzie przez t.k.o).
Jako amator stoczył 310 walk, przegrywając tylko 13.

## Kariera zawodowa
Parlov przeszedł na zawodowstwo w 1975. Zdobył tytuł zawodowego mistrza Europy w wadze półciężkiej w 1976 wygrywając z dotychczasowym mistrzem Domenico Adinolfim. Bronił skutecznie mistrzostwa w trzech walkach. W 1978 zdobył mistrzostwo świata organizacji WBC po wygraniu przez z Miguelem Angelem Cuello przez nokaut w 9. rundzie. W tym samym roku wygrał w obronie tytułu z Johnem Contehem i przegrał z Marvinem Johnsonem.
W grudniu 1979 stoczył walkę z Marvinem Camelem o pierwszy tytuł w nowo utworzonej wadze junior ciężkiej. Walka zakończyła się remisem. W powtórzonej walce 31 marca 1980 Camel wygrał na punkty. Po tej walce Parlov zakończył karierę bokserską.
Parlov stoczył 29 walk zawodowych, z których wygrał 24, przegrał 3 (z Matthew Saadem Muhammadem, Johnsonem i Camelem) i zremisował 2 (z Matthew Saadem Muhammadem i Camelem).
Mieszkał w miejscowości Fažana niedaleko Puli. W marcu 2008 wykryto u niego raka płuc. Zmarł 29 lipca tego roku w szpitalu w Puli.